# مهدي البناء
مهدي البناء (10 فبراير 1982) لاعب كرة قدم بحريني يلعب حاليا لصالح نادي الدرجة الأولى سترة البحريني في مركز المهاجم من 2000.